# Franck Laloë
Franck Laloë est chercheur émérite au CNRS, membre du laboratoire Kastler Brossel (LKB) à l'ENS. Il est auteur de livres sur la mécanique quantique, sur la longévité de l'information numérique, de plus de 100 articles scientifiques spécialisés et d'une vingtaine d'articles non spécialisés. Ses travaux de recherche ont porté sur la physique atomique et l'optique quantique, les gaz ultra froids et les ondes de spin, et l'acoustique musicale.
Après avoir été à l’origine de HAL, archive ouverte nationale d'articles scientifiques, il a été directeur du LKB de 2000 à 2006, président du GIS-DON (le pôle de recherche sur la conservation des données sur disques optiques numériques) de 2004 à 2014,.
Clarinettiste amateur, il a fondé l'orchestre « Ut Cinquième ». Il a effectué des études d'harmonie avec Sabine Courroy, Petros Korelis et Yvonne Desportes.
Il est ancien élève de l’École polytechnique (X60).

## Publications
- Franck Laloë (préf. Claude Cohen-Tannoudji), Comprenons-nous vraiment la mécanique quantique ?, EDP Sciences, 2011 (ISBN 978-2-75980621-8).
- Claude Cohen-Tannoudji, Bernard Diu et Franck Laloë, Mécanique quantique, Tomes I, II et III, EDP Sciences, 2018, 1600 p. [détail de l’édition] (ISBN 978-2-7598-2287-4 et 978-2-7598-2288-1).
- Franck Laloë, Do we really understand quantum mechanics?, Cambridge University Press, 2012 and 2019
- Franck Laloë, Symétries continues, EDP Sciences, 2021